# Тепляшина, Тамара Ивановна
Тамара Ивановна Тепляшина (1924—2014) — советский учёный, финно-угровед, кандидат филологических наук (1955).
Автор более 100 научных работ 3 монографий.

## Биография
Родилась 9 марта 1924 года в деревне Малая Кизня Уральской области, ныне Дебесский район Удмуртской Республики, в крестьянской семье.
В 1931—1934 годах училась в начальной школе в своей деревне, в 1934—1937 годах — в Усть-Лемской неполной средней школе. Затем, переехав в Ижевск, работала и училась в школе рабочей молодежи.
В 1941 году поступила на литературный факультет Удмуртского педагогического института (ныне Удмуртский государственный университет), а в декабре 1942 года ушла на фронт Великой Отечественной войны, где с 1944 года служила в 28-й бригаде береговой обороны Тихоокеанского флота, а до января 1946 года — зенитчицей в 361-м зенитно-артиллерийском полку Противовоздушной обороны Северного флота.
После непродолжительной учёбы в Удмуртской областной партшколе, в 1946 году Тамара Тепляшина поступила на финно-угорское отделение восточного факультета Ленинградского государственного университета. В 1949 году, по окончании вуза, работала младшим научным сотрудником Удмуртского НИИ при Совете Министров Удмуртской АССР. В 1952—1955 годах обучалась в аспирантуре Института языкознания Академии наук СССР под руководством В. И. Лыткина и в 1955 году защитила кандидатскую диссертацию на тему «Тыловайский диалект удмуртского языка». После защиты диссертации в 1956—1959 годах работала ассистентом кафедры русского языка Рязанского педагогического института (ныне Рязанский государственный университет имени С. А. Есенина). В 1959 года Теляшина вернулась в Москву и до выхода на пенсию трудилась в Институте языкознания АН СССР (ныне Институт языкознания РАН), вначале младшим, а затем старшим научным сотрудником сектора/лаборатории финно-угорских языков.
Умерла 24 декабря 2014 года в Москве.

## Награды и звания
Была награждена орденом Отечественной войны II степени (1985) и медалями, среди которых «За боевые заслуги», «За оборону Советского Заполярья», «За победу над Германией в Великой Отечественной войне 1941—1945 гг.». Удостоена звания «Заслуженный деятель науки Удмуртской Республики» (1994).